# El Vigía
El Vigía est une ville du Venezuela, chef-lieu de la municipalité de Alberto Adriani et deuxième ville de l’État de Mérida après sa capitale Mérida. En 2001, la population de la municipalité de Alberto Adriani s'élève à 106 084 habitants.

## Géographie

### Situation
El Vigía est située sur le cours du río Chama à sa sortie des Andes vénézuéliennes à 130 mètres d'altitude.

### Transports
La ville est desservie par l'aéroport Juan-Pablo-Pérez-Alfonso (code IATA : VIG • code OACI : SVVG).

## Économie

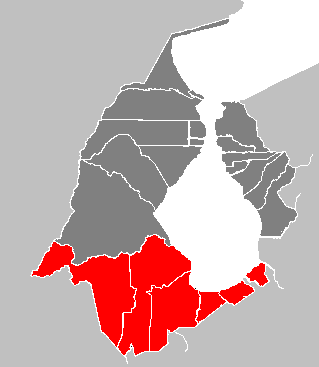
El Vigía est le principal pôle économique de la région Sur del Lago bien que celle-ci soit localisée dans l'État de Zulia

La ville domine une la région économique nommée Sur de Lago (« Sud du Lac », en français), en référence à sa position au sud du lac Maracaibo. L'économie est tournée essentiellement vers l'élevage bovin, l'agriculture et la transformation du pétrole en produits dérivés.

## Culture

### Sport
La ville héberge le club de football Atlético El Vigía.

## Sources
- (es) Cet article est partiellement ou en totalité issu de l’article de Wikipédia en espagnol intitulé « El Vigía » (voir la liste des auteurs).